# Calathea platystachya
Calathea platystachya är en strimbladsväxtart som beskrevs av Paul Carpenter Standley och Louis Otho Otto Williams. Calathea platystachya ingår i släktet Calathea och familjen strimbladsväxter. Inga underarter finns listade.